# Korzenica (Łódź)
Pour l’article homonyme, voir Korzenica (Basses-Carpates).
Korzenica est une localité polonaise de la gmina de Błaszki, située dans le powiat de Sieradz en voïvodie de Łódź.